# Georg Weber (historiker)
Georg Weber (født 19. februar 1808 i Bergzabern, død 10. august 1888 i Neuenheim ved Heidelberg) var en tysk historiker.
Weber var sit liv igennem knyttet til skolen, og dette har også sat sit præg på hans store historiske forfattervirksomhed; i tilknytning til Schlosser lægger han mindre vægt på den kritiske forskning end på den samlende, folkelige fremstilling. Hans hovedværk er Allgemeine Weltgeschichte (15 bind, 1857—1880), men han har også skrevet en kortere, Weltgeschichte in übersichtlicher Darstellung (1846), der er udkommet i talrige oplag og på dansk bearbejdet af Harald Weitemeyer (2 bind, 1890—1892). Mere indtrængende studier gjorde Weber på kirkehistoriens område, og han har skrevet både om reformationstiden og om urkristendommen.